# Balatro anguiformis
Balatro anguiformis är en hjuldjursart som beskrevs av Arturo Issel 1904. Balatro anguiformis ingår i släktet Balatro och familjen Dicranophoridae. Inga underarter finns listade i Catalogue of Life.